# Wai Ching Ho
Wai Ching Ho (Hong Kong, 16 novembre 1943) è un'attrice e doppiatrice cinese.

## Biografia
L'attrice ha una carriera ultratrentennale come caratterista, ed è apparsa negli anni in una ventina di film e svariate produzioni TV, a partire dal 1987. Wai Ching Ho ha raggiunto maggior notorietà per aver interpretato il personaggio di Madame Gao nelle serie TV Marvel prodotte da Netflix Daredevil, Iron Fist e The Defenders. L'attrice ha partecipato come guest star in molte serie televisive, tra cui il franchise di Law & Order, dove ha interpretato otto ruoli diversi, dal 1992 al 2023, divisi tra quattro serie principali.

## Filmografia

### Cinema
- Cadillac Man - Mister occasionissima (Cadillac Man), regia di Donald Rodgerson (1990)
- Bolle di sapone (Soapdish), regia di Michael Hoffman (1991)
- 2 Mayhem 3, regia di Jim Donovan (1996)
- Il gioco dei rubini (A Price Above Rubies), regia di Boaz Yakin (1998)
- Happiness - Felicità (Happiness), regia di Todd Solondz (1998)
- Tentazioni d'amore (Keeping the Faith), regia di Edward Norton (2000)
- Robot Stories, regia di Greg Pak (2003)
- Beautiful Ohio, regia di Chad Lowe (2006)
- Year of the Fish, regia di David Kaplan (2007)
- Adventures of Power, regia di Ari Gold (2008)
- Gli ostacoli del cuore (The Greatest), regia di Shana Feste (2009)
- Children of Invention, regia di Tze Chun (2009)
- 2B, regia di Richard Kroehling (2009)
- L'apprendista stregone (The Sorcerer's Apprentice), regia di Jon Turteltaub (2010)
- Senza freni (Premium Rush), regia di David Koepp(2012)
- Listen Up Philip, regia di Alex Ross Perry (2014)
- Affluenza, regia di Kevin Asch (2014)
- Tracers, regia di Daniel Benmayor (2015)
- Le ragazze di Wall Street - Business Is Business (Hustlers), regia di Lorene Scafaria (2019)
- The World's Greatest, regia di Judy Lei e Kenneth Lei (2022)

### Televisione
- Una vita da vivere (One Life to Live) – serie TV, 2 episodi (1987-1990)
- Swans Crossing – serie TV, 2 episodi (1992)
- Law & Order - I due volti della giustizia (Law & Order) – serie TV, 3 episodi (1992-2001)
- Dellaventura – serie TV, 1 episodio (1996)
- Wonderland – serie TV, 1 episodio (2000)
- Deadline – serie TV, 1 episodio (2000)
- Law & Order: Criminal Intent – serie TV, 2 episodi (2001-2006)
- Queens Supreme – serie TV, 1 episodio (2003)
- New Amsterdam – serie TV, episodio 1x06 (2008)
- Flight of the Conchords – serie TV, 1 episodio (2009)
- Blue Bloods – serie TV, 1 episodio (2010)
- Law & Order - Unità vittime speciali (Law & Order: Special Victims Unit) – serie TV, 2 episodi (2001-2011)
- Compulsive Love – serie TV, 1 episodio (2013)
- Orange Is the New Black – serie TV, 1 episodio (2015)
- The Jim Gaffigan Show – serie TV, 1 episodio (2015)
- Daredevil – serie TV, 6 episodi (2015-2016)
- Fresh Off the Boat – serie TV, 2 episodio (2016-2018)
- Iron Fist – serie TV, 9 episodi (2017)
- The Defenders – miniserie TV, 8 episodi (2017)
- New Amsterdam – serie TV, 1 episodio (2018)
- Two Sentence Horror Stories – serie TV, 1 episodio (2019)
- Awkwafina Is Nora from Queens – serie TV, 3 episodi (2020-2021)
- Law & Order: Organized Crime – serie TV, episodio 3x17 (2023)

### Cortometraggi
- Resolve, regia di Jon Schumacher (2008)
- A Father's Son, regia di Patrick Chen (2022)
- Tender Ears, regia di Jasmine Wang e Danny Monico (2022)

## Doppiatrice

### Film
- Red (2022)

### Videogiochi
- Grand Theft Auto: San Andreas - Pedone